# Korruption im Sport
Die Korruption im Sport bezeichnete ursprünglich jegliches Handeln, das darauf abzielt, sich durch das Beeinflussen von Ergebnissen bei Sportereignissen zu bereichern. In der heutigen Zeit muss diese Definition um weitere unethische Verhaltensweisen erweitert werden. Hierzu zählen Manipulationen bei der Vergabe von sportlichen Großereignissen, Abstimmung über wichtige Entscheidungen in Sportorganisationen und der zeitlichen Festlegung von wettbaren Spielen.
Korruption im Sport ist kein Phänomen aus der heutigen Zeit. So wurden bereits während der Olympischen Spiele 388 v. Chr. Wettkampfteilnehmer bestochen. Aktuellere Korruptionsskandale sind unter anderem im Fußball, Boxen, US College Basketball sowie im australischen und englischen Rugby zu finden.

## Formen der Korruption im Sport

### Innerhalb des sportlichen Wettkampfes
Unter Korruption innerhalb des sportlichen Wettkampfes fallen Spielmanipulation bzw. sogenanntes Match-fixing und betrügerische Absprachen. Häufig geht dies einher mit Bestechungszahlungen und Sportwetten.

### Außerhalb des sportlichen Wettkampfes
Zur Korruption außerhalb des sportlichen Wettkampfes zählen Korruption bei der Vergabe von Großveranstaltungen, Korruption während der Vergabe von Vermarktungsrechten, Bestechung von Funktionären in Sportverbänden und Korruption im Bereich Sponsoring.

## Schaden durch Korruption
Durch Korruption entstehen Nachteile für andere Parteien, sogenannte Opferkosten. Auf die Vergabe von Sportereignissen bezogen bedeutet das, dass die Verliererländer, sprich die Länder, welche sich beworben haben, allerdings nicht zum Ausrichter ernannt werden, ihre Image-, Beschäftigungs- und Einkommensgewinne nicht erreichen können. In der Volkswirtschaft werden solche Kosten als soziale Kosten bezeichnet. Bei den sozialen Kosten werden jedoch nicht nur der entgangene Nutzen der Verliererländer betrachtet, sondern es findet eine Gegenüberstellung mit dem Nutzenzuwachs des Gewinnerlandes (letztendlicher Ausrichter) statt. Aus ökonomischer Sicht wird demnach nur die Differenz in die Schadensbemessung aufgenommen. Hierbei kann es vorkommen, dass der Nutzenzuwachs des Gewinnerlandes höher ist (oder nur relativ geringer ist), als der entgangene Nutzen der Verliererländer. Deshalb werden in diesem Falle zusätzlich die Kosten für die gesamte Sportart betrachtet. Durch Korruption wird ein zentraler Sinn des Sports verfehlt – fairer Wettkampf. Dies kann dazu führen, dass Sponsoren ihre Unterstützung für die von Korruption betroffene Veranstaltung auf lange Sicht einstellen und Zuschauer das Interesse an der Veranstaltung verlieren. Um die Schadensbemessung der Korruption im Sport zu vervollständigen, müssen auch die Aufwendungen der Täter betrachtet werden, welche notwendig bei der Vorbereitung und Durchführung ihrer Tat waren. Hierzu zählen beispielsweise Bestechungsgelder. Ökonomisch wird hier wiederum nur die Differenz zwischen Nutzenzuwachs des Bestochenen und Nutzenentgang des Bestechenden einkalkuliert.

## Ursachen für Korruption im Sport
Ein Erklärungsansatz für Korruption im Sport liefert die Prinzipal Agent Theorie. Mason, Thibault und Misener haben in einer Arbeit Korruption im Sport mit der Prinzipal-Agent-Theorie erklärt und hierfür das Internationale Olympische Komitee als Beispiel verwendet. Das IOC tritt in diesem Beispiel als Prinzipal auf und die Stimmberechtigten Mitglieder als Agenten. Die Agenten haben zur Aufgabe das Austragungsland der nächsten Olympischen Spiele zu bestimmen. Es liegt Informationsasymmetrie vor, d. h. der Prinzipal besitzt nicht die Möglichkeit alle Tätigkeiten der Agenten zu überwachen. Aus diesem Grund haben die Funktionäre der Bewerbungsländer die Möglichkeit, die Agenten zu bestechen z. B. durch Geldbeträge. Da das IOC ein Zusammenschluss von nationalen Sportverbänden ist, bilden alle Agenten zusammen den Prinzipal. Hieraus folgt, dass es keine Anreize für den einzelnen gibt, die anderen Agenten bei ihren Handlungen zu überwachen. Würden sie dies tun, würden sie sich selbst schaden.
Korruption im Sport kann auch von einem soziologischen Standpunkt aus betrachtet werden. Durch mediale Berichte kann eine bestimmte Sichtweise zur Korruption verstärkt werden. Häufig ist zu beobachten, dass Journalisten sich nur in einem geringen Umfang mit Korruption beschäftigen oder überhaupt nicht. Dies kann damit begründet werden, dass wenn sich ein Journalist negativ über eine Sportverein oder ähnliches in negativer Art äußert (ihnen Korruption vorwirft) es zu einem Verbot seitens des Vereins kommen kann, welches dem Journalisten den Zugang zum Sportgelände verwehrt. Dadurch ist der Journalist in seiner Karriere eingeschränkt und im schlimmsten Fall, ist diese sogar beendet. Die Medien sind zwar keine direkte Ursache für Korruption im Sport, können diese jedoch durch ihr strategisches Verhalten verstärken oder untergraben.

## Bekannte Korruptionsfälle im Internationalen Sport

### Vergabe der Olympischen Spiele
Während der Vergabe der Olympischen Spiele kam es immer wieder zu Korruptionsvorwürfen, bei denen Mitglieder des Internationalen Olympischen Komitees (IOC) durch monetäre oder andere Gefälligkeiten bei der Abstimmung über den Austragungsort beeinflusst wurden. So hat beispielsweise die Führung des Bewerbungskomitees für die Spiele 2000 in Sydney bestätigt, dass sie fragwürdige Lobbyarbeit begangen hat, mit deren Hilfe versucht wurde, Stimmen von afrikanischen Mitgliedern des IOC zu bekommen. Laut Berichten sollen zwei Mitgliedern aus Kenia und Uganda 65.000 $ am Vorabend der Wahl geboten worden sein.

### Schiedsrichterskandal in der Serie A
Im Jahr 2006 wurde der Schiedsrichterskandal in der Serie A von der italienischen Staatsanwaltschaft aufgedeckt. Im Zusammenhang einer Untersuchung von Juventus Turin in der Saison 2004/05 wurden Telefongespräche abgehört. Hierbei wurde festgestellt, dass der damalige Geschäftsführer von Juventus, Luciano Moggi, Kontakt zu Schiedsrichtern, Journalisten und Mitgliedern des Fußballverbands hatte, in denen es um die Auswahl von Schiedsrichtern in Spielen seiner Mannschaft ging. Die ausgewählten Schiedsrichter sollten dann unter anderem in kritischen Situationen zugunsten seiner Mannschaft entscheiden oder sogar wichtige Spieler mit einer rote Karte belegen, sodass sie das Spiel gegen Juventus verpassen.

## Korruptionsbekämpfung

### Rechtslage für internationale Sportverbände

#### In der Schweiz
Sportverbände fallen in die Kategorie der Privatbestechung, da sie keine öffentlich-rechtlichen Aufgaben übernehmen. In der Vergangenheit war Privatbestechung im Bundesgesetz gegen den unlauteren Wettbewerb (UWG) erfasst und wurde nur auf Antrag verfolgt. Am 1. Juli 2016 wurden die aktive und passive Privatbestechung als eigenständige Straftatbestände ins Strafgesetzbuch aufgenommen – im Parlament war von einer „Lex FIFA“ die Rede – und seither von Amtes wegen verfolgt. Bereits 2015 hatte die schweizerische Bundesanwaltschaft mehrere Strafverfahren im Zusammenhang mit dem Weltfussball eröffnet, unter anderem wegen Verdachts auf ungetreue Geschäftsbesorgung und Geldwäscherei.

#### International
Auf internationaler Ebene gibt es einige Abkommen, welche zur Bekämpfung von Korruption beitragen:
- OECD-Konvention: Die OECD-Konvention gegen Bestechung ausländischer Amtsträger ist ein von 38 Staaten unterzeichnetes Abkommen, welches einen fairen Wettbewerb für globalisierte Märkte gewährleisten soll. Mit Hilfe des Abkommens können Amtsträger im internationalen Geschäftsverkehr für Korruption rechtlich belangt werden. Jedoch können laut der OECD-Konvention keine Amtsträger von internationalen Sportverbänden bestraft werden, da diese kein Amt im Bereich der Gesetzgebung, Verwaltung oder Justiz eines Staates innehaben.[6]
- Europarat-Konvention: Mit Hilfe des Strafrechtsübereinkommen des Europarates, soll die aktive Bestechung von Amtsträger und die Privatbestechung bekämpft werden. Die Europarat-Konvention verpflichtet Länder vorgegebene Standards zur Korruptionsbekämpfung umzusetzen. Da internationale Sportorganisationen Privatrechtlich organisiert sind, können nach der Europarat-Konvention keine Amtsträger belangt werden. Allerdings kann Korruption im Zuge von Großveranstaltungen, welche von internationalen Sportverbänden organisiert sind, bestraft werden.[6]
- UNO-Konvention: Das Übereinkommen der Vereinten Nationen gegen Korruption ist das erste Abkommen, welches weltweite Standards zur Bekämpfung von Korruption festlegt. Vorschriften für internationale Sportverbände sind allerdings nicht enthalten.[6]

Keine der drei internationalen Konventionen regelt explizit die Korruption in internationalen Sportverbänden und wie deren Funktionäre unter Strafe zu stellen sind. Die Bekämpfung von Korruption in internationalen Sportverbänden Bedarf einer Erarbeitung internationaler Standards.
Die International Tennis Integrity Agency (ITIA) ist eine Organisation, die für die Wahrung der Integrität des professionellen Tennis weltweit verantwortlich ist.  Neben Präventions-, Aufklärungs- und Drogentestaktivitäten sammelt sie  Informationen und untersucht Wettbewerbsmanipulationen, insbesondere Spielmanipulationen im Tennis. Sie hat die Möglichkeit, Bußgelder und Sanktionen zu verhängen und Spielern, Schiedsrichtern und anderen Tennisfunktionären die Teilnahme an Turnieren zu verbieten.

### Gegenmaßnahmen
Grundsätzlich gilt bei der Bekämpfung von Korruption, dass die Maßnahmen nur sinnvoll sind, solange die Kosten nicht höher sind als der Nutzen. Maßnahmen gegen Korruption werden nur selten ökonomisch analysiert, zumeist werden nur die Wirksamkeit und die Unwirksamkeit gewisser Maßnahmen betrachtet. Eine der einfachsten Möglichkeiten, Korruption entgegenzuwirken, ist Transparenz. Je transparenter das Sportereignis, desto geringer ist die Wahrscheinlichkeit, dass Korruption stattfindet. Transparent zeichnet sich hier durch die Einfachheit und Nachvollziehbarkeit einer Sportart aus. Durch automatische Zeitmessung bei einem 100 m Sprint ist es beispielsweise viel schwieriger, korrupt zu handeln, als bei einer Sportart, wo der Ausgang mit dem Ermessensspielraum eines Schiedsrichters zusammenhängt. Um die Möglichkeit der Korruption bei Sportarten, welche einen Schiedsrichter benötigen zu verringern, wurden bereits Maßnahmen eingeführt. Als Beispiele können hier der internationale Amateur Boxverband, welcher fünf Kampfrichter vorschreibt und der DFB, welcher seine Schiedsrichter per Videoanalyse analysiert genannt werden.
Andere getroffenen Maßnahmen sind aus ökonomischer Sicht nicht wirksam oder ihre Wirksamkeit ist zumindest fragwürdig. So hat das IOC die Amtszeiten seiner Mitglieder verringert, Altersgrenzen eingeführt und beschlossen, dass ein Exekutivkomitee eine Vorauswahl den Bewerberstädte für die Ausrichtung der Olympischen Spiele trifft. Zusätzlich dürfen Mitglieder des IOC der Bewerbungsstädten keinen Besuch vor der Wahl abstatten. Die ersten beiden Maßnahmen gelten als sinnvolle Maßnahmen mit geringen Kosten. Die Einführung eines Exekutivkomitees ist kritisch zu bewerten. Das Komitee besitzt nur wenige Mitglieder und ist daher generell anfällig für Korruption. Auch das Reiseverbot ist von einem ökonomischen Standpunkt aus kritisch zu bewerten. Zwar verhindert diese Maßnahme eine korruptionsfördernde, persönliche Beziehung zwischen den zwei Parteien (Entscheider und Bewerber), jedoch führt dies zu geringeren Informationsmöglichkeiten. Beschränkte Informationen, stellen in der Ökonomie hohe Kosten dar. Aus diesem Grund wäre eine Maßnahme geeigneter, welcher geringer Kosten mit sich bringt. Eine geeignetere Maßnahme könnte beispielsweise aus ökonomischer Sicht, die Versteigerung des Sportereignisses sein.